# Chippenham
Chippenham ist eine Marktstadt in der englischen Grafschaft Wiltshire und liegt etwa 21 km östlich von Bath und 163 km westlich von London. Sie hat etwa 35.000 Einwohner.
Die Stadt wurde bereits in vorrömischer Zeit an einer Furt des Avon gegründet und Alfred der Große hatte während seiner Regierungszeit hier ein Jagdschloss.
Die Stadt wuchs zu ihrer jetzigen Größe im Jahre 1841 heran, als die Great Western Railway sie an ihr Schienennetz anschloss. Der Marktort hat sich heute zu einer Berufspendlerstadt gewandelt.

## Geografie
Chippenham liegt an einer Furt des Avon, zwischen den Marlborough Downs im Osten, den Cotswolds im Norden und Westen, sowie der Ebene von Salisbury im Süden. Die Umgebung der Stadt ist geprägt von karger Landschaft und  verschiedenen Waldgebieten, wie der Bird’s Marsh, dem Vincients Wood und dem Briars Wood.
Chippenham hat folgende Vorstädte: North Cepen Park, South Cepen Park, Pew Hill, Monkton Park, Pewsham, Frogwell, Hardenhuish, Rowden Hill, Derriads, Lowden, The Folly, Redlands, Queen’s Crescent, Lackham, Fenway Park

## Geschichte
Die ersten Besiedlungen auf dem Stadtgebiet fanden bereits in vorrömischer Zeit statt. Reste romano-britischer Bebauung findet man heute noch an der Mauer hinter dem ehemaligen Amtsgericht. Im Zuge der Stadtsanierung wurden weitere Überreste aus dieser Zeit gefunden.

### Name der Stadt
Die eigentliche Stadt wurde um das Jahr 600 von Sachsen gegründet. In den angelsächsischen Chroniken wird die Stadt „Cippanhamme“ genannt. Dies soll abgeleitet sein von „Cippa“ besitzt ein eingefriedetes Grundstück („Hamm“) an der Flusswiese. Eine andere Theorie lautet, dass der Name vom angelsächsischen „Ceap“ stammt, was „Markt“ bedeutet. Im Laufe der Jahrhunderte veränderte sich der Name häufig: Cippanhamm (878), Cepen (1042), Cheppeham (1155), Chippenham (1227), Shippenham (1319) und Chippyngham (1541)

### Mittelalter
Im Jahre 853 n. Chr. heiratete Æthelswith, die Schwester Alfred des Großen, in Chippenham den König Burgred von Mercia. Die Hochzeit wurde in der St. Andrew’s Kirche abgehalten. Alfred, der zu dieser Zeit erst vier Jahre alt war, hielt sich oft in Chippenham auf und baute dort später auch ein Jagdschloss. Er heiratete später auch selber in Chippenham.
Im Jahre 878 wurde die Stadt nach Belagerung von den Dänen eingenommen, Alfred konnte jedoch entkommen. Daraufhin schlug er die Dänen entscheidend in der Schlacht von Edington. Sie unterwarfen sich Alfred in Chippenham und das Danelag wurde gegründet.
Im Jahre 1042 wird in den Chroniken eine Kirche erwähnt. Im Domesday Book wird Chippenham als „Cepen“ erwähnt und seine Einwohnerzahl mit 600–700 angegeben.
Dort, wo die A4 heute von London nach Bristol führt, befand sich auch schon im 14. Jahrhundert eine Straße, die die beiden Städte mit Chippenham verband. Damals war dies eine wichtige Handelsverbindung, insbesondere für den Tuchhandel. Aus diesem Grund brachten die Tuchhändler aus Bristol einen nicht unerheblichen finanziellen Betrag auf, der zur Instandhaltung der Straße diente.
In normannischer Zeit wurden die königlichen Güter aufgeteilt in die Rittergüter von Cheldon, Rowden und Lowden. Die Stadt selber weitete sich immer weiter aus, bis auf das Gebiet von Langstret (dem heutigen Causeway) im Jahre 1245 und bis zum Jahre 1406 bis zur heutigen New Road (dem damaligen Le Newstret). Während der gesamten Periode war Chippenham eine sich gut entwickelnde Marktstadt.
Beginnend im Jahre 1295, wurde Chippenham auch durch einen Sitz im Parlament vertreten und 1554 verlieh Königin Maria I. die Stadtrechte.
Durch Dendrochronologie konnte das Alter einiger Gebäude festgestellt werden. Die Yelde Hall ist nach 1458 gebaut worden. The Shambles und Buttercross wurde nach 1570 gebaut. The Shambles wurden bei einem Feuer im Jahre 1856 zerstört, die Yelde Hall konnte bei diesem Brand gerettet werden.
Das Gebiet von Chippenham umfasst auch den Ort, auf dem das Dorf Sheldon im Mittelalter stand. Durch die Pest wurde es entvölkert; heute steht nur noch Sheldon Manor, Wiltshires ältestes bewohntes Gutshaus (aus dem Jahre 1282) dort.

### Neuzeit
Die Wollindustrie verschwand im 17. Jahrhundert und in den Jahren 1611 und 1636 wurde die Stadt von der Pest heimgesucht. Die wirtschaftlichen Schwierigkeiten der Wollindustrie und Maismissernten in den Jahren 1622 und 1623 führten zu einem Einwohnerrückgang. Der Tuchhandel geriet ebenfalls in Probleme, weil während des englischen Bürgerkriegs eine königliche Anweisung den Tuchhandel mit dem Parlament in London verbot.
Im Jahre 1747 führte ein Bestechungs- und Korruptionsskandal, in den die beiden Abgeordneten Chippenhams verwickelt waren, zum Sturz von Sir Robert Walpoles Regierung.
1798 wurde eine Abzweigung vom Wiltshire- und Berkshire-Kanal nach Chippenham gebaut. Dadurch entstand eine Anlegestelle in der Stadt, die sich ungefähr auf dem Gelände des heutigen Busbahnhofs in der Timber Street befand. Hauptsächlich Kohle wurde dort umgeschlagen.
Die Eisenbahn erreichte Chippenham im Jahre 1841, was zur Ansiedlung weiterer Geschäftszweige in der Stadt führte. Bedingt dadurch mussten neue Häuser gebaut werden, die Chippenham bis zu einem Gebiet nördlich der Bahnlinie ausweiteten. Dieser Bauboom brachte Baufirmen dazu, sich in der Stadt anzusiedeln.
Durch die Eisenbahn wurde auch die Landwirtschaft immer mehr auf industrielle Verfahrensweisen umgestellt. In der Mitte des 19. Jahrhunderts war Chippenham ein wichtiges Zentrum für die Produktion von Milchprodukten und Schinken. Das führte später dazu, das sich die Firmen Nestlé und Mattheson’s mit Fabriken im Stadtzentrum niederließen.
Auch Eisenbahnwerke entstanden in Chippenham. Das erste war das Werk der Rowland Brothers im Jahre 1842, die später von anderen aufgekauft wurden, bis „Westinghouse Brake and Signals Co Ltd“ 1935 das Werk kaufte. Bis heute ist Westinghouse ein großer Arbeitgeber in der Stadt.
Am 14. Juni 1937 wurde sieben Kilometer nördlich, westlich der Straße nach Cirencester und unmittelbar östlich des Örtchens Hullavington ein Militärflugplatz der Royal Air Force eröffnet. RAF Hullavington existierte bis Anfang des 21. Jahrhunderts, als die British Army die Einrichtung als Buckley Barracks übernahm. Der Flugbetrieb auf dem seit dieser Zeit als Hullavington Airfield bezeichneten Flugplatz wurde am 1. September 2016 eingestellt. Im September 2016 gab das britische Verteidigungsministerium bekannt, den Standort aufzugeben.
Am 17. April 1960 kam es am Rowden Hill in Chippenham zu einem Autounfall in den die bekannten Sänger Gene Vincent und Eddie Cochran verwickelt waren. Cochran wurde bei diesem Unfall getötet. Ein Gedenkstein am Unfallort erinnert daran und alljährlich wird in der Stadt ein Eddie Cochran Festival abgehalten.
Am 13. Februar 1998 kam es in der Stadt zu einer großen Evakuierungsaktion. Nachdem auf einem Feld hinter Hardens Mead zwei deutsche Blindgängerbomben aus dem Zweiten Weltkrieg gefunden worden waren, mussten etwa 1100 Anwohner für zwei Tage ihre Wohnungen verlassen, bis die Armee die Bomben kontrolliert gesprengt hatte.

### Einwohnerentwicklung
Chippenhams Bevölkerung stieg zwischen den Volkszählungen 1991 und 2001 von 25.376 auf 28.065, was eine Steigerung um 11 % bedeutet. Dies wird hauptsächlich auf die Ausweisung neuer Baugebiete für Einfamilienhäuser zurückgeführt, deren Größe teilweise ganz neue Stadtteile darstellt. Ein Beispiel dafür ist der Bereich Cepen Park im Westen der Stadt und das Pewsham-Baugebiet im Osten (nicht zu verwechseln mit dem Nachbarort Pewsham).
Im Jahr 2007 betrug die Einwohnerzahl etwa 35.000, wodurch Chippenham die drittgrößte Stadt Wiltshires war.

## Politik
Der bekannteste Abgeordnete für Chippenham war im Jahre 1812 Sir Robert Peel.
Chippenham gehörte bis 2009 zum Parlamentswahlbezirk North Wiltshire. 2010 wurde ein eigener Wahlbezirk für Chippenham gebildet. Der erste Abgeordnete des neu gegründeten Wahlkreises war Duncan Hames, seit 2015 Michelle Donelan.
Bürgermeister:
Der Bürgermeister wird jährlich vom Stadtrat gewählt. Die Wahl findet jeweils im Mai des Jahres statt in einer Zeremonie, die „Mayor making“ („Bürgermeisterschaffung“) genannt wird. Die Aufgabe des Bürgermeisters ist es, die Stadt nach außen darzustellen und für die Stadt zu werben. Gleich zu Beginn der Amtszeit geben die Amtsinhaber bekannt, für welche wohltätige Organisation sie im nächsten Jahr Spenden sammeln wollen. Weiterhin übernimmt der Amtsinhaber den Vorsitz im Stadtrat und bei verschiedenen örtlichen Vereinen, wie z. B. der Twinnig Association oder den Seekadetten.

## Städtepartnerschaften
- Friedberg in Bayern, Deutschland, seit 1992
- La Flèche im Département Sarthe, Frankreich, seit 1982

## Sehenswürdigkeiten
- Buttercross:  Das originale Buttercross Steingebäude, wurde etwa 1570 erbaut und stand dort, wo heute die Barclay Bank ihr Gebäude hat. Es war das Zentrum der Shambles. Dort wurden Fleisch und Milchprodukte verkauft.

1889 kaufte E. C. Lowndes das Buttercrossgebäude für 6 englische Pfund und ließ es abtragen. Danach ließ er es als Gartenpavillon im Küchengarten des Gutshauses von Castle Combe wieder aufbauen, wo es dann verfiel.
Eine Nachbildung des Buttercrossgebäudes wurde 1995 an seinem jetzigen Standort von der Chippenham Civic Society errichtet. Zuvor hatten viele örtliche Firmen und Organisationen Geld für den Wiederaufbau gespendet. Das Gebäude steht nun im Zentrum der Fußgängerzone, dort wo freitags und samstags der Markt abgehalten wird.
- Städtisches Museum: das Städtische Museum, das bis 1999 in der Yelde Hall untergebracht war, und nun in das alte Amtsgericht umgezogen ist, zeigt Exponate der Stadtgeschichte, von der Steinzeit bis in die heutige Zeit. Bis 2005 hatten 90.000 Personen das Museum besucht.
- Yelde Hall: Die Halle ist eines der wenigen erhaltenen mittelalterlichen Fachwerkgebäude der Stadt. Ursprünglich wurde es als Markthalle benutzt, und der Versammlungsraum im ersten Stockwerk diente als Versammlungsraum oder für kirchliche Wohltätigkeitsveranstaltungen. Dort trat auch das Gericht und die Ratsversammlung zusammen. Der Raum darunter diente als Kerker.

Nachdem ab dem Jahre 1841 die Ratsversammlungen im Rathaus abgehalten wurden, diente die Yelde Hall den verschiedensten Organisationen. Dies waren die
- - Chippenham Savings Bank
  - Chippenham Volunteer Rifle Corps (von 1846 bis 1911 in Chippenham stationiert)
  - Feuerwehr Chippenham (von 1910 bis 1945, als die Feuerwache in der Dallas Road gebaut wurde). Dies führte zu gravierenden Änderungen am Gebäude, da Platz für die Fahrzeuge geschaffen werden musste. Weiterhin mussten zwei große Tore eingebaut werden.
  - Chippenham Museum  Die Umbauarbeiten dazu begannen schon 1950. Die Eröffnung fand erst am 25. Oktober 1963 statt. Im Laufe der Zeit wurde der Platz  für ein Museum zu klein und es schloss im Jahre 1999.
  - Zurzeit ist das Gebäude Sitz des Touristeninformationszentrums. Es ist das größte Touristeninformationszentrum in North Wiltshire.

## Regelmäßige Veranstaltungen
- Chippenham Folk Festival: zwischen dem 26. und 30. Mai jeden Jahres findet das Chippenham Folk Festival statt. Obwohl sich der Charakter des Festivals in Lacock im Laufe der Jahre verändert hat, ist immer noch die dörfliche Atmosphäre vorhanden. An dreieinhalb Tagen wird gesungen, getanzt und es werden Workshops veranstaltet. Über 200 Veranstaltungen finden im Dorf statt und es wirkt wie eine riesige Party.

Die Hauptveranstaltung, „ceilidh“ genannt, findet im Park am Fluss statt, während die kleineren Veranstaltungen in den Pubs und Veranstaltungsorten im ganzen Dorf durchgeführt werden.
Zusätzlich gibt es ein Kinderprogramm, ein großes Handwerkerzelt, Gastronomie und Aufführungen in einer Freiluftarena im Park. Die High Street und der historische Market Square wird für den Autoverkehr gesperrt. Dort treten dann Straßenmusikanten und Straßentheatergruppen auf und es finden Festumzüge statt. Montags findet eine große Straßenkirmes statt. Das gesamte Programm wird vom Chippenham Hospital Radio übertragen.
- Eddie Cochran Festival: Wegen des tödlichen Autounfalls von Eddie Cochran am 17. April 1960 in Chippenham wird jährlich ein Festival zu Ehren des Sängers veranstaltet.
- Chippenham Cantata: Chippenham Cantata, der Kirchenchor von St. Andrew’s, veranstaltet dreimal im Jahr Konzerte in der Stadt
- CAMRA Bierfestival: Ein populäres Ereignis ist das jährliche CAMRA Bierfestival

## Sport
In Chippenham gibt es eine Vielzahl von Sport- und Freizeitmöglichkeiten.
- Im Olympiad Centre gibt es mehrere Schwimmbecken und Fitnesseinrichtungen.
- Im Chippenham Sports Club an der Bristol Road wird Cricket, Bowling, Tennis und Hockey angeboten.
- In der westlichen Vorstadt befindet sich der Chippenham Rugby Club.
- Durch die Stadt führt auch die Severn and Thames Radfahrroute des National Cycle Network.

## Freizeit
- Es gibt in Chippenham nur ein kleines Kino. Es bestehen jedoch Planungen für ein Multiplex-Kinozentrum, da in den umliegenden Orten Trowbridge, Calne, Melksham, Corsham und Malmesbury keine Kinos existieren, und man bisher nach Bath oder Swindon fahren musste, um ins Kino gehen zu können.
- Das Nachtleben in Chippenham findet hauptsächlich im „New Inn“, dem „The Rose and Crown“ und im „Buds 2000“ statt, wobei die meisten Interessierten ins 20 km entfernte Bath fahren.

## Wirtschaft und Infrastruktur
Die Stadt hat sich von der ursprünglichen Marktstadt zur Pendlerstadt entwickelt, von der aus Arbeitnehmer täglich nach Bath, Bristol, Swindon und London fahren.
In der Gegend gibt es allerdings auch noch Arbeitgeber mit hohen Beschäftigtenzahlen, wie Westinghouse Rail Systems, das mittlerweile von der Firma Invensys betrieben wurde. 2013 wurde Invensys durch Siemens übernommen. Der Fabrikkomplex grenzt an den Bahnhof an. Die Firma stellt Signalanlagen für die Eisenbahn her. Die Stadt ist von einigen Industriegebieten umgeben, von denen Bumpers Farm das größte ist. 2005 siedelte sich Europas zweitgrößte Logistikfirma, Wincanton PLC mit ihrer Hauptverwaltung im neu gegründeten Gewerbepark Methuen Park an und beschäftigt 350 Mitarbeiter.
Medien:
- In der Stadt gibt es zwei örtliche Zeitungen, die wöchentlich erscheinen, die „Gazette and Herald“ und die „Wiltshire Times“.
- Es gibt drei Lokalradiosender, „Wiltshire GWR FM“, „BBC Radio Wiltshire“ und das Chippenham Hospital Radio.

Einkaufen:
- Haupteinkaufszone Chippenhams ist das Gebiet um die High Street und den Marktplatz.
- Zwei Einkaufszentren liegen jeweils auf einer Seite der High Street, das Emery Gate Shopping Centre und das Borough Parade Shopping Centre.
- Während man hauptsächlich Geschäfte der großen Handelsketten in den zwei Einkaufszentren findet, kann man kleine unabhängige Läden eher im Bereich The Causeway, New Road, Station Hill und am Upper Market Place finden.
- Etwas außerhalb der Stadt findet man den Hathaway Retail Park mit etwas größeren Geschäften.
- Märkte: Am Freitag und Samstag finden Märkte auf dem Market Place statt. Alle vierzehn Tage findet auch ein landwirtschaftlicher Markt dort statt, auf dem man frische örtlich angebaute Produkte kaufen kann.

## Verkehr

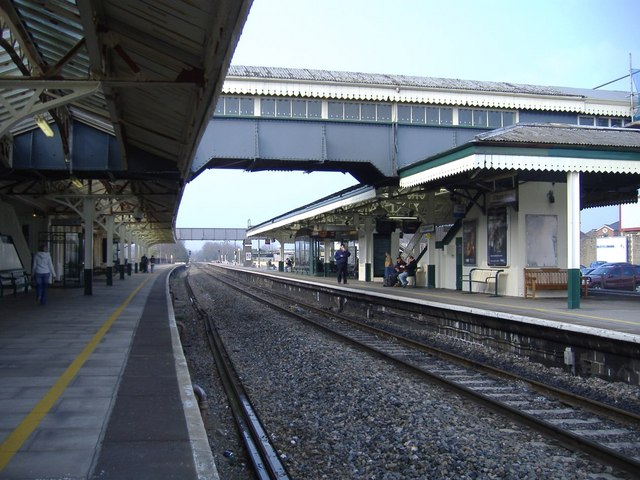
Der Bahnhof von Chippenham

Die Stadt liegt 7 km südlich der Autobahn M4 und wird durch sie mit Swindon, Südwales und London verbunden. Die parallel zur Autobahn verlaufende A4 bietet eine Alternativstrecke von London über Bath nach Bristol. Die A420 und die B4069 verbinden sie Stadt mit Bristol und Oxford.
Der Bahnhof von Chippenham liegt an der Hauptstrecke von London-Paddington nach Westengland und ist für seine Eisenbahnviadukte und andere Gebäude von Isambard Kingdom Brunel bekannt, der diese Eisenbahnstrecke gebaut hat.
Buslinien führen von Chippenham nach Bath, Calne, Devizes, Trowbridge und Swindon.
Die Umgehungsstraße (A4) führt südlich um die Stadt. Es ist geplant, die A4 bei Pewsham und die A350 nördlich von Cepen Park miteinander zu verbinden, um dem immer stärker werdenden Verkehrsstau in der Stadt entgegenzuwirken und die Verbindung zur Autobahn M4 um 5 km zu verkürzen.
Die A350 führt westlich der Stadt vorbei und verbindet die Autobahn M4 mit der Stadt und den umliegenden Städten wie Melksham und Trowbridge. Auch hier steigt der Verkehr ständig, so dass überlegt wird, die Straße vierspurig auszubauen. Eine weitere Planung sieht vor, eine südliche Umgehung zu bauen, die den Kreisverkehr bei Pewsham an der A4 mit der A350 bei Lackham zu verbinden, so dass sämtlicher Durchgangsverkehr aus dem Osten nicht durch das Zentrum fahren muss.
Die Überlandbusses des „National Coach Service“ verbinden Chippenham mit London, Wales, dem Südwesten, den Midlands und East Anglia.

## Tourismus
In der Umgebung der Stadt gibt es viele Dörfer mit Natursteinhäusern, wie Lacock, Biddestone, Bremhill und Castle Combe. Eine Reihe von Schlössern, wie Longleat, Bowood House, Lacock Abbey, Sheldon Manor und Corsham Court sind leicht von Chippenham aus zu erreichen.

## Bildung
Es gibt 10 Grundschulen in der Stadt:
- Charter - Woodlane, Frogwell, Ivy Lane, King’s Lodge, St Mary’s R.C., Monkton Park, St Paul’s, St Peter’s CofE, Redland, Queen’s Crescent

Die älteste Schule ist Ivy Lane. Bis zu ihrer Schließung im Jahre 1989 war Westmead Junior School die älteste Schule der Stadt. In seinem Testament hatte Richard Scott 1661 verfügt, dass sein Haus in der Cooke’s Street als Schule genutzt werden sollte. Zusätzlich stiftete William Woodruffe 1664 jährlich 5 englische Pfund, damit zehn arme Jungen zur Schule gehen konnten.
Es gibt drei weiterführende Schulen:
- Abbeyfield, Hardenhuish, Sheldon

Das Chippenham Technical College ist heute Teil der Wiltshire College Initiative.

## Religion und Kirchen
In der Volkszählung 2001 gab es 76 % Christen, 16 % religionslose und 7 % ohne Angabe in Chippenham und Umgebung.
Anglikanisch:
- St. Andrew’s
Die Kirche wurde auf den Grundmauern einer sächsischen Kirche gebaut. Ein Großteil der Kirche wurde im normannischen Stil gebaut, wobei das Altargewölbe im Jahre 1120 vollendet wurde. Eine Vielzahl von Baustilen lassen sich an der Kirche erkennen. Die Kirchturmspitze wurde im Jahre 1633 vollendet, die acht Glocken wurden aber erst 1734 hinzugefügt, die von hinten beleuchtete Uhr, sowie das Glockenspiel im Jahre 1858. Das Kirchenbuch geht bis zum Jahr 1578 zurück. Der Innenraum der Kirche wurde in den Jahren 1875–1878 und dann noch einmal 1990 komplett renoviert.
- Saint Nicolas
Die Kirche wurde 1779 gebaut und ersetzte damals eine ältere mittelalterliche Kirche an gleicher Stelle. Die Kirche wurde von John Wood dem Älteren aus Bath entworfen. Das Kirchenbuch reicht bis 1730 zurück.
- Saint Paul’s
St. Paul’s wurde 1845/1855 von Sir Giles Gilbert Scott erbaut und am 18. April 1855 eingesegnet. Das Kirchenbuch reicht bis dahin zurück.
- Saint Peter's
Der ursprüngliche Bau begann im Jahre 1885 und wurde am 19. November 1996 abgeschlossen. Die heutige Kirche stammt allerdings aus dem Jahre 1968. Die Kirche ist modern gestaltet und hat ein Kupferdach und eine Kirchturmspitze aus Fiberglas.

Katholisch:
- The Assumption of the Blessed Virgin Mary
- Saint Mary’s

Andere Glaubensgemeinschaften:
Es gibt viele weitere Glaubensgemeinschaften in Chippenham:
Bethel Pentecostal Church, Central Methodist, Chippenham Christian Fellowship, Dayspring Church for North Wiltshire, Elim Pentecostal Church, Emmanuel Evangelical Church Chippenham, Ladyfield Evangelical Church, New Testament Church of God, Oasis Church, The Old Baptist Chapel, Religious Society of Friends, Heilsarmee, Sheldon Road Methodist, Station Hill Baptist, United Reformed

## Persönlichkeiten
- Alfred der Große (848 oder 849–899), König von Wessex
- George Montagu (1753–1815), Zoologe
- Isambard Kingdom Brunel (1806–1859), Ingenieur, schloss Chippenham an die Great Western Eisenbahnlinie an
- Robert Peel (1788–1850), Premierminister und Polizeireformer, war kurzzeitig Parlamentsabgeordneter der Stadt
- Robin Hobbs (1942–2024), Cricketspieler
- Jeremy Corbyn (* 1949), Labour-Politiker, seit 2015 Parteivorsitzender
- Paul Cornell (* 1967), Schriftsteller und Drehbuchautor
- Neil Winter (* 1974), Stabhochspringer
- Danny Kent (* 1993), Motorradrennfahrer